# Ярке Поле (Джанкойський район)
Ярке́ По́ле (крим. Yarke Pole) — село Джанкойського району Автономної Республіки Крим. Населення становить 1 023 особи. Орган місцевого самоврядування — Яркополенська сільська рада. Розташоване на півдні району.

## Географія
Ярке Поле — село на півдні району, в Кримському степу, висота над рівнем моря — 28 м. Найближчі села: Нахідка за 2,5 км на захід, Арбузівка за 2,7 км на північ, Тімірязєве за 2,3 км на схід і Веселе за 0,9 км на південь. Відстань до райцентру близько 11 кілометрів, найближча залізнична станція — Відрадна — 1,4 км.

## Історія
Село було засноване в 1925 році переселенцями з села Новопавлівки Красноперекопського району та, згідно Списку населених пунктів Кримської АРСР за Всесоюзного перепису від 17 грудня 1926 року, в селі Ярке Поле, в складі скасованої до 1940 року Німецько-Джанкойської сільради Джанкойського району, значилося 9 дворів, всі селянські, населення становило 48 осіб, з них 41 українець, 3 росіян, 4 записані в графі «інші». Після утворення в 1935 році німецького національного Тельманського району (Перейменованого указом Верховної Ради РРФСР № 621/6 від 14 грудня 1944 року в Красногвардійський) село включили до його складу. 1 січня 1965 року, указом Президії Верховної Ради УРСР «Про внесення змін до адміністративного районування УРСР — по Кримській області», Ярке Поле знову включили до складу Джанкойського району  та була створена Яркополенська сільська рада.